# Henri François Berton
Henri François Berton, född den 3 maj 1784 i Paris, död där den 19 juli 1832, var en fransk musiker. Han var son till Henri Montan Berton.
Berton tonsatte flera komiska operor, bland andra Ninette à la cour. Han avled i kolera.